# バリェス・ウリアンタル

バリェス・ウリアンタルの位置

バリェス・ウリアンタル （Vallès Oriental）は、スペインカタルーニャ州バルセロナ県のコマルカ（郡）。 グラノリェースが郡都となっている。面積851平方km、人口386,465人（2008年）。北はバジェス、 ウゾーナ 、セルバ、東はバリェス・ウクシダンタル、南はバルサルネスとマレズマに接する。

## バリェス・ウリアンタルの主な自治体
- グラノリェース （Granollers）- 約6万人
- モリェット・ダル・バリェス （Mollet del Vallès）- 約5万人
- カルダデウ（Cardedeu） - 約18,000人
- サン・サローニ（Sant Celoni） - 約15,000人
- ムンマロー（Montmeló） - 約8,000人